# پاسخ ایمنی

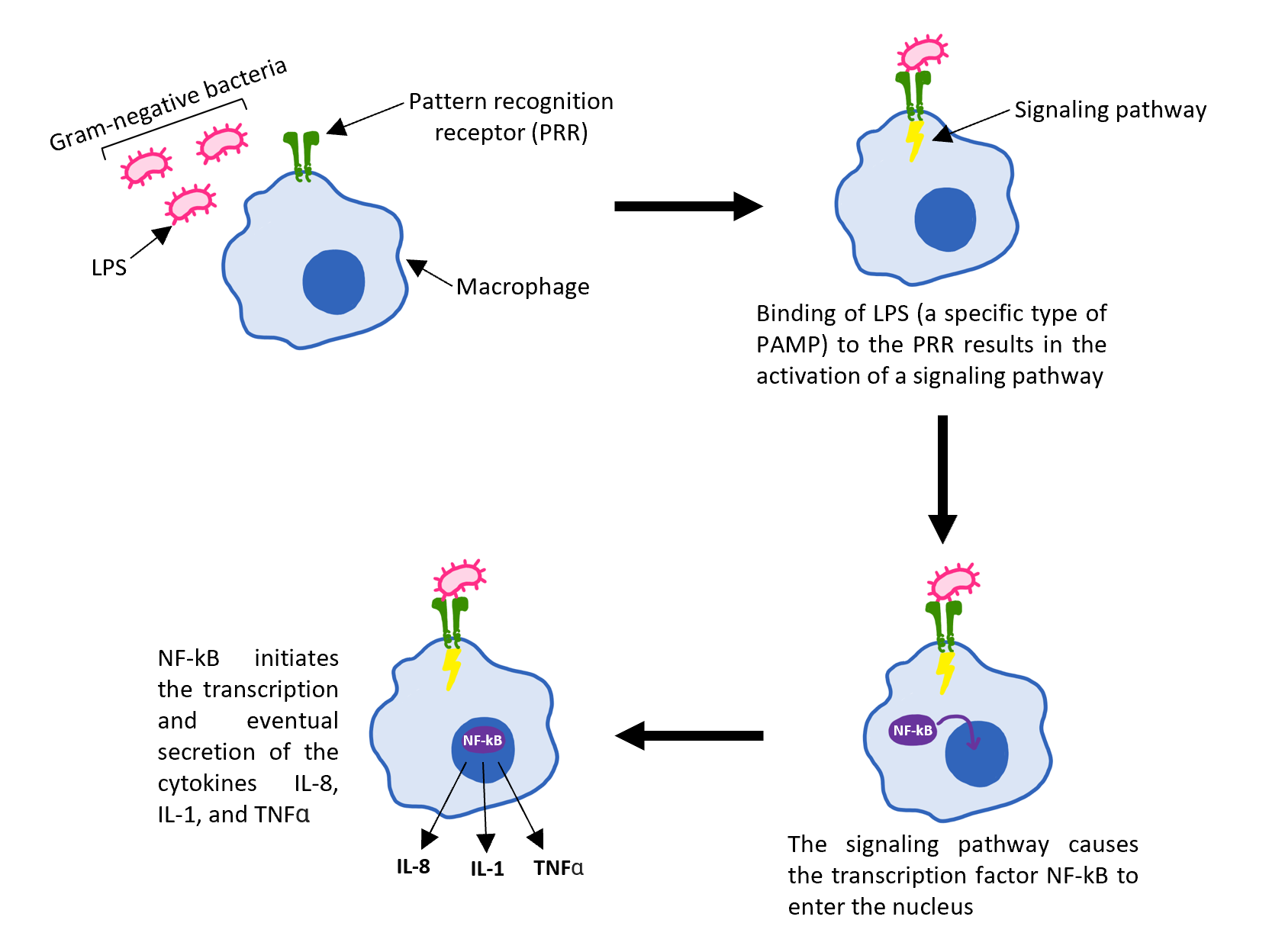
پاسخ ایمنی ذاتی به تهاجم باکتری‌های گرم-منفی

پاسخ ایمنی یک واکنش فیزیولوژیکی است که در یک جاندار در زمینه التهاب به منظور دفاع در برابر عوامل برون‌زا رخ می‌دهد. اینها شامل طیف گسترده‌ای از سموم مختلف، ویروس‌ها، باکتری‌های درون و برون‌سلولی، انگل‌ها و قارچ‌ها هستند که در صورت عدم پاکسازی از بدن، می‌توانند مشکلات جدی برای سلامت جاندار میزبان ایجاد کنند.
به‌طور کلی، دو شاخه از پاسخ ایمنی وجود دارد، ذاتی و سازگاری که با هم کار می‌کنند تا در برابر عوامل بیماری‌زا محافظت کنند. هر دو شاخه درگیر اجزای هومورال و سلولی هستند.